# Tau7 Eridani
Pour les articles homonymes, voir Tau Eridani.
Désignations
Tau7 Eridani (τ7 Eri) est une étoile de la constellation de l'Éridan. Elle est visible à l'œil nu avec une magnitude apparente de 5,24. D'après la mesure de sa parallaxe annuelle par le satellite Gaia, l'étoile est distante d'environ 80 pc (∼261 al) de la Terre. Elle s'éloigne du Système solaire à une vitesse radiale de +28 km/s.
Tau7 Eridani est une étoile blanche de la séquence principale de type spectral A3 Vs, avec la lettre « s » qui indique que son spectre présente des raies d'absorption étroites. Elle pourrait être une étoile chimiquement particulière de type Am, qui montre une surabondance inhabituelle de certains métaux. Tau7 Eridani apparaît être une variable de faible amplitude qui montre de légères fluctuations de luminosité sur une période de 7,17 jours. Elle tourne lentement pour une étoile de ce type, avec vitesse de rotation projetée de 18 km/s. Son âge est estimé être de 387 millions d'années et elle est 2,03 fois plus massive que le Soleil. Elle est environ 38 fois plus lumineuse que le Soleil et sa température de surface est de 8 740 K.